# Liste der Monuments historiques in Kœtzingue
Die Liste der Monuments historiques in Kœtzingue führt die Monuments historiques in der französischen Gemeinde Kœtzingue auf.

## Liste der Objekte
| Bezeichnung      | Beschreibung               | Standort                      | Kennzeichnung | Schutzstatus | Datum | Bild |
| ---------------- | -------------------------- | ----------------------------- | ------------- | ------------ | ----- | ---- |
| Kelch und Patene | Silber, vergoldet, um 1662 | in der Kirche St-Léger (Lage) | PM68001522    | Inscrit      | 1995  |      |